# Triakis acutipinna
Triakis acutipinna é uma espécie de tubarão da família Triakidae. Somente dois espécimes foram encontradas, ambas em águas costeiras do Equador, o maior exemplar com 1,02 metros.
Reprodução de modo ovovivíparo.